# コナ国際空港
エリソン・オニヅカ・コナ国際空港（英: Ellison Onizuka Kona International Airport at Keāhole）は、アメリカ合衆国ハワイ州ハワイ島にある国際空港。
2017年1月にコナ国際空港から名称が変更された。現在の空港名は、ハワイ島コナ出身で、1986年のチャレンジャー号爆発事故により殉職した宇宙飛行士、エリソン・オニヅカに由来する。
空港は連邦航空局（FAA）の2017年 - 2021年までの総合空港システムの国家計画に含まれており、地方都市としての小規模なハブ空港としての商業サービス施設として分類されている。
空港ターミナルが平屋かつオープンエア構造であり、ボーディング・ブリッジは設置されていないため、乗客乗員の航空機への乗降にタラップが使用されている。国際線旅客の入国手続きは、空港ターミナルの北側に専用設備が設けられている。

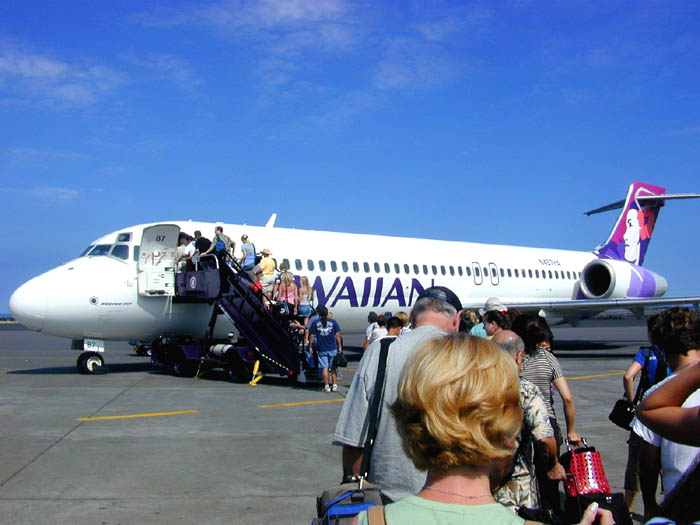
ハワイアン航空ボーイング717型機の搭乗風景

また、この空港はカイルアコナの町とノースコナ地区、サウスコハラ地区、およびハワイ島の西側にアクセスが良好である。

## 施設と航空機
エリソン オニヅカ コナ国際空港は平均海抜14mにあり、1100ヘクタールの面積を持ち、またアスファルト滑走路を一本保有している。
ハワイ州政府は、旅客、航空貨物、郵便、空港サポート、一般航空のために滑走路と飛行場の東端に沿った単層ビルのターミナル複合施設を運営している。
移動式タラップが乗客の飛行機の乗降に使用されるハワイ諸島で唯一残っている主要空港である。コナ国際空港では、ボーイング717、737、757、767、A321、A330 、777の各航空機、さらには島間の小型航空機、一般民間航空など、エアバスとボーイングの定期旅客機サービスを提供している。空港ターミナルはとりとめのないオープンエアの構造物である。ハワイの他の空港が自動化されたジェットウェイシステムを備えた高層ビルにターミナルを改造した後もずっと、ハワイアン航空はカイルアコナにあるDC-9フリートのテールコーン出口を利用することができた。
2005年に第2滑走路を追加するための環境影響に関する声明が作成された。アメリカ合衆国空軍は、2009年に2番目の1,200 mの滑走路の建設を調査した。これは、短い滑走路にC-17軍用貨物機を着陸させるために使用される予定であった。今ある3,353 mの滑走路は、日本とシカゴへのフライトが可能だが、滑走路が1本だけのハワイで唯一の主要空港である。
2016年6月30日までの1年間で、空港は120,879機の航空機を運航し、1日あたり平均331機であった。一般航空機49％、定期旅客便21％、航空タクシー17％、軍事13％である。合計66機の航空機がこの空港をハブ空港としていた。 42機の単発機、8機の多発機、13機のヘリコプターである。
空港には2つのゲートエリアがある。ターミナル1にはゲート1〜5に手荷物受取所 'A' がある。ターミナル2にはゲート6〜10に手荷物受取所 'B'がある。

## 就航路線

### 旅客便
| 航空会社             | 就航地 |
| -------------------- | --- |
| ハワイアン航空       | ハワイ諸島 : ホノルル、カフルイ、リフエ アメリカ本土 : ロサンゼルス 日本 : 東京/羽田                           |
| モクレレ航空         | ホノルル、カフルイ 、カパルア                                                                                  |
| サウスウエスト航空   | ホノルル、カフルイ、ラスベガス、ロサンゼルス、オークランド、フェニックス、サクラメント、サンディエゴ、サンノゼ |
| アラスカ航空         | ポートランド、サンディエゴ、サンフランシスコ、サンノゼ、シアトル [季節運航] : アンカレッジ                     |
| アメリカン航空       | ロサンゼルス、フェニックス [季節運航] : ダラス/フォートワース                                                  |
| デルタ航空           | ロサンゼルス、シアトル、ソルトレイクシティ(2025年12月19日より運航開始予定)                                     |
| ユナイテッド航空     | デンバー、ロサンゼルス、サンフランシスコ                                                                       |
| エア・カナダ         | [季節運航] : バンクーバー                                                                                      |
| ウエストジェット航空 | [季節運航] : バンクーバー                                                                                      |
| 日本航空             | 東京/成田 |

### 貨物便
| 航空会社           | 就航地                                                    |
| ------------------ | --------------------------------------------------------- |
| アロハ・エアカーゴ | ヒロ、ホノルル、カフルイ                                  |
| カリッタ・エア     | ホノルル                                                  |
| UPS航空            | ハワイ諸島 : ホノルル、カフルイ アメリカ本土 : オンタリオ |

## オニヅカ・スペースセンター
空港内には乗客ターミナルに隣接してオニヅカ・スペースセンターが建てられている。ハワイ島コナ出身で、1986年のチャレンジャー号爆発事故で亡くなった宇宙飛行士、エリソン・オニヅカの記念館である。2016年3月に閉館。